# José Morgades y Gili
José Morgades y Gili (Vilafranca del Penedès, 9 ottobre 1826 – Barcellona, 8 gennaio 1901) è stato un vescovo cattolico spagnolo.

## Biografia
Fu ordinato prete nel 1852: conseguì un dottorato a Valencia e fu professore di diritto canonico nel seminario di Barcellona, di cui fu anche rettore dal 1879 al 1881. Durante un'epidemia di colera nel 1834, trasformò i locali del seminario in ospedale.
Fu canonico penitenziere del capitolo cattedrale di Barcellona.
Eletto vescovo di Vic nel 1882, tentò di riformare la congregazione delle suore giuseppine della carità; trasferito alla sede di Barcellona nel 1899, vi fondò le suore carmelitane di San Giuseppe per la cura dei malati a domicilio e l'assistenza ad anziani e bambini.
Fu senatore del Regno dal 1899 e membro della Real Academia de la Historia.

## Genealogia episcopale e successione apostolica
La genealogia episcopale è:
- Cardinale Scipione Rebiba
- Cardinale Giulio Antonio Santori
- Cardinale Girolamo Bernerio, O.P.
- Arcivescovo Galeazzo Sanvitale
- Cardinale Ludovico Ludovisi
- Cardinale Luigi Caetani
- Cardinale Ulderico Carpegna
- Cardinale Paluzzo Paluzzi Altieri degli Albertoni
- Papa Benedetto XIII
- Papa Benedetto XIV
- Papa Clemente XIII
- Cardinale Marcantonio Colonna
- Cardinale Giacinto Sigismondo Gerdil, B.
- Cardinale Giulio Maria della Somaglia
- Cardinale Luigi Lambruschini, B.
- Cardinale Giovanni Brunelli
- Cardinale Lorenzo Barili
- Vescovo José Maria de Urquinaona y Vidot
- Vescovo José Morgades y Gili

La successione apostolica è:
- Vescovo Antonio Estalella y Sivilla (1894)
- Vescovo José Torras y Bages (1899)